# Internazionali d'Italia 1987
Italian Open 1987 — тенісний турнір, що проходив на відкритих кортах з ґрунтовим покриттям Foro Italico в Римі (Італія). Чоловічий турнір проходив у рамках Nabisco Grand Prix 1987, а жіночий - Світової чемпіонської серії Вірджинії Слімс 1987. Чоловічий турнір тривав з 11 до 17 травня 1987 року, а жіночий - з 4 до 10 травня 1987 року. Матс Віландер і Штеффі Граф здобули титул в одиночному розрядіs.

## Фінальна частина

### Одиночний розряд, чоловіки
Матс Віландер —  Мартін Хайте 6–3, 6–4, 6–4

### Одиночний розряд, жінки
Штеффі Граф —  Габріела Сабатіні 7–5, 4–6, 6–0

### Парний розряд, чоловіки
Гі Форже /  Яннік Ноа —  Мілослав Мечирж /  Томаш Шмід 6–2, 6–7, 6–3

### Парний розряд, жінки
Мартіна Навратілова /  Габріела Сабатіні —  Клаудія Коде-Кільш /  Гелена Сукова 6–4, 6–1